# Галнафтогаз
ПАО «Ко́нцерн Галнафтога́з» — украинская компания, один из крупнейших владельцев АЗС на Украине. По состоянию на 1.01.2016 года в компании работают порядка 10 000 сотрудников .
Основана в 2001 году слиянием ОАО «Ивано-Франковскнефтепродукт», ОАО «Закарпатнефтепродукт-Ужгород» и ОАО «Закарпатнефтепродукт-Хуст».
Главный офис компании находится во Львове.

## Сеть автозаправочных комплексов «ОККО»
«Концерн Галнафтогаз» владеет сетью автозаправочныхкомплексов «ОККО», состоящей из более чем 400 комплексов (по состоянию на конец 2015 года). Это третья по величине сеть АЗС на Украине с рыночной долей свыше 17 %.

### История «ОККО»
Первая АЗС «ОККО» открылась в 1999 году в Стрыю на Львовщине, а первый большой автозаправочный комплекс «ОККО» с большим магазином, кафе и портальной автомойкой начал работать в 2000 году во Львове.
В 2006 году были открыты два первых больших трассовых комплекса «ОККО» — в Калиновке под Киевом и в Чопе на Закарпатье.
В 2007 году на «ОККО» заработал первый ресторан быстрого обслуживания «A la minute» (Калиновка).
В 2012 на АЗК «ОККО» в Киеве установлено первое на Украине устройство для подзарядки электромобилей. По состоянию на начало 2016 года сеть насчитывает 38 зарядных устройств для электрокаров.
В конце 2015 года в Киеве были открыты 3 заправки нового для рынка формата с расширенным ассортиментом товаров и большим комплексом услуг: автомойка, химчистка, большой магазин, расширенный ассортимент в кафе, продажа цветов, офис на 2-м этаже здания и др.
На 9 киевских АЗК с конца 2015 года действуют пункты собственной сети химчисток Bolla.
В декабре 2015-го на ул. Новоконстантиновская (Киев) был открыт первый ресторан паназиатской кухни Meiwei, который относится к категории смартфудов нового поколения.

### Достижения
АЗК «ОККО» в Чопе вошел в Книгу рекордов Украины, как самая большая АЗС Украины по территории и по количеству сервисов.
В 2009 году «ОККО» в Инкермане (АР Крым) стал самым большим по площади на Украине (3,3 га). Размер обусловлен тем, что на комплексе, кроме топливно-раздавальных колонок, функционируют модуль сжиженного газа и пункт заправки сжатым газом.
Сеть «ОККО» насчитывает более 400 автозаправочных комплексов по всей Украине. В сети работают 2 речных заправочных станции «ОККО» — в Киеве и Днепр (город)е. В структуре компании работает и крупнейшая на Украине сеть заведений питания в дороге, в том числе 41 ресторан, которые работаю под брендами A la minute, Pasta Mia и Meiwei.

## Руководство
Главой Наблюдательного совета ПАО «Концерн Галнафтогаз» является Антонов Виталий Борисович.